# Ново-Фёдоровка (Орловская область)
Ново-Фёдоровка, Новофёдоровка — деревня в Колпнянском районе Орловской области. Входит в состав Ушаковского сельского поселения. Население — 8 чел. (2010).

## География
Ново-Фёдоровка находится на Среднерусской возвышенности, в юго-восточной части области, в центральной части поселения у р. Плота. Селение утратило структуру кварталов и не имеет четко выраженных улиц.
Климат
Климат умеренно континентальный; средняя температура января −8,5 °C, средняя температура июля +18,5 °C. Среднегодовая температура воздуха составляет +4,6 °C. Годовое количество осадков 500—550 мм, в среднем 515 мм. Количество поступающей солнечной радиации составляет 91-92 ккал/см². По агроклиматическому районированию деревня Ново-Фёдоровка, также как и весь район, относится к южному с коэффициентом увлажнения 1,2-1,3. Преобладают юго-западные ветры.
Часовой пояс
деревня Ново-Фёдоровка, как и вся Орловская область, находится в часовой зоне МСК (московское время). Смещение применяемого времени относительно UTC составляет +3:00.

## Население
| 2010 |
| ---- |
| 8    |

Национальный состав
Согласно результатам переписи 2002 года, в национальной структуре населения русские составляли 69 %, чеченцы 31 % от общей численности населения в 13 жителей.

## Инфраструктура
Личное подсобное хозяйство с зоной сельскохозяйственного использования, индивидуальная застройка усадебного типа.

## Транспорт
Выезд на автодорогу регионального значения «Дросково — Колпны» (идентификационный
номер 54 ОП РЗ 54К-11) (Постановление Правительства Орловской области от 19.11.2015 N 501 (ред. от 20.12.2017) «Об утверждении Перечня автомобильных дорог общего пользования регионального и межмуниципального значения Орловской области»).